# Пенчо Недялков
Пенчо Пенчев Недялков е български политик от БКП.

## Биогарфия
Пенчо Недялков е роден на 27 юли 1918 г. в град Търговище. Произхожда от средно селско семейство. Член е на БРП (т.с.) от 1940 година. В периода 1942 – 1944 година работи като секретар на Окръжния комитет на РМС в град Шумен. Арестуван е няколкократно, но е освобождаван за добро държание. От 21 ноември 1944 година е член на Областния комитет на БРП (к.) във Варна.